# Фейфалик, Юлиус
Юлиус Фейфалик (чеш. Julius Feifalik; 15 февраля 1833, Зноймо — 30 июня 1862, Вена) — австрийский филолог чешского происхождения.
Окончив гимназию в Брно, в 1850 г. начал изучать право в Вене, в дальнейшем переключился на германскую и славянскую филологию, в 1855—1857 гг. изучал старонемецкую литературу в Берлине. По окончании курса вернулся в Вену, где работал в Императорской придворной библиотеке. Основным предметом исследований Фейфалика были старочешские литературные и фольклорные памятники и их новейшие фальсификации. Фейфалик, в частности, поставил под сомнение атрибуцию ряда старинных песен королю Вацлаву Святому в работе «О короле Вацлаве Чешском как песнопевце» (нем. Über König Wenzel von Böhmen als Liederdichter; 1858), а в труде «О Краледворской рукописи» (нем. Über die Königinhofer Handschrift; 1860) выступил с разоблачением фальсификации Краледворской рукописи. Умер от туберкулёза.